# 表富士周遊道路

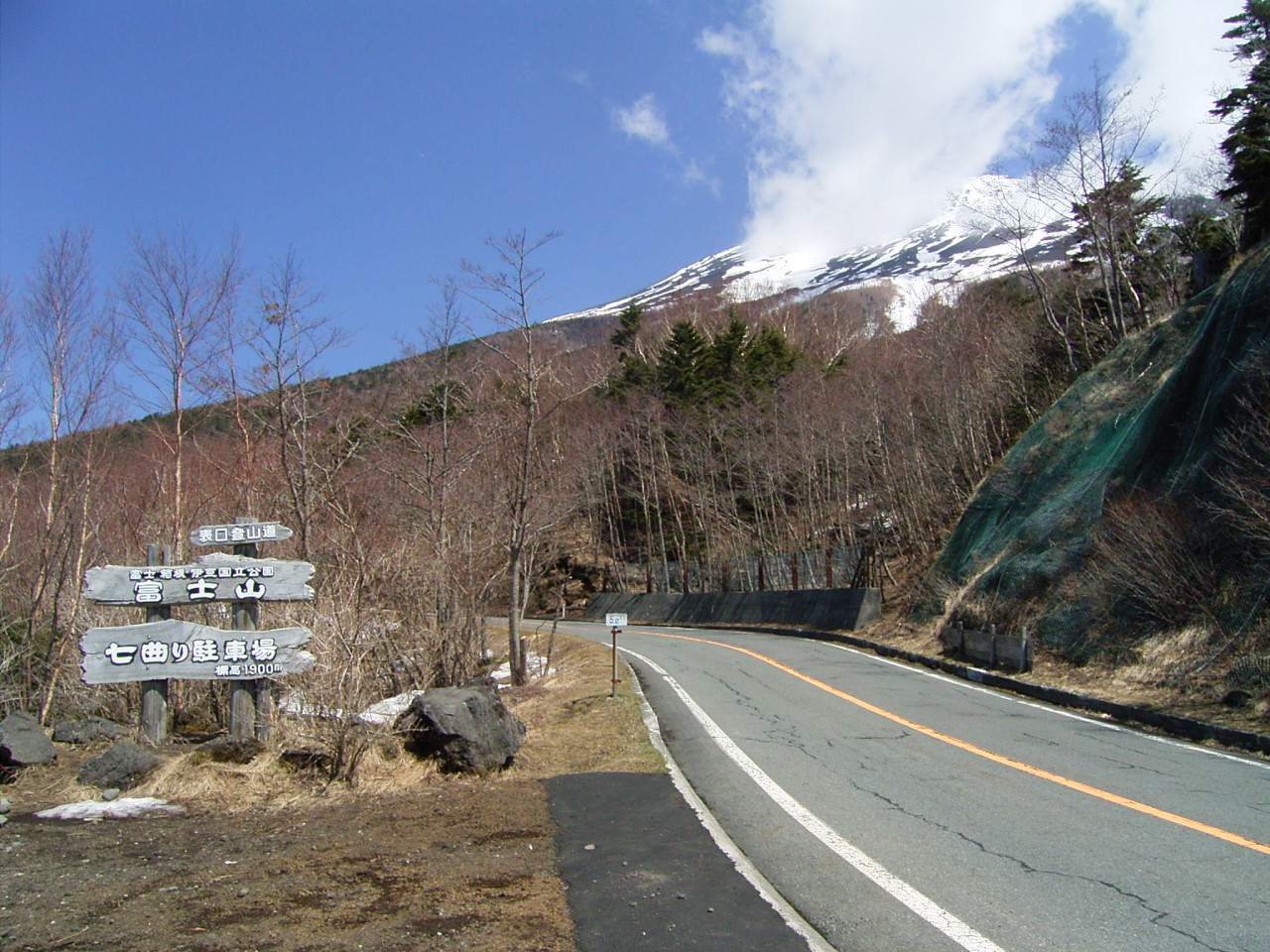
七曲り駐車場付近

表富士周遊道路（おもてふじしゅうゆうどうろ）とは、静岡県の富士山麓にある、かつて有料道路であった延長34.5キロメートルの区間の道路名。通称・愛称は富士山スカイライン（ふじさんスカイライン）という。

## 概要

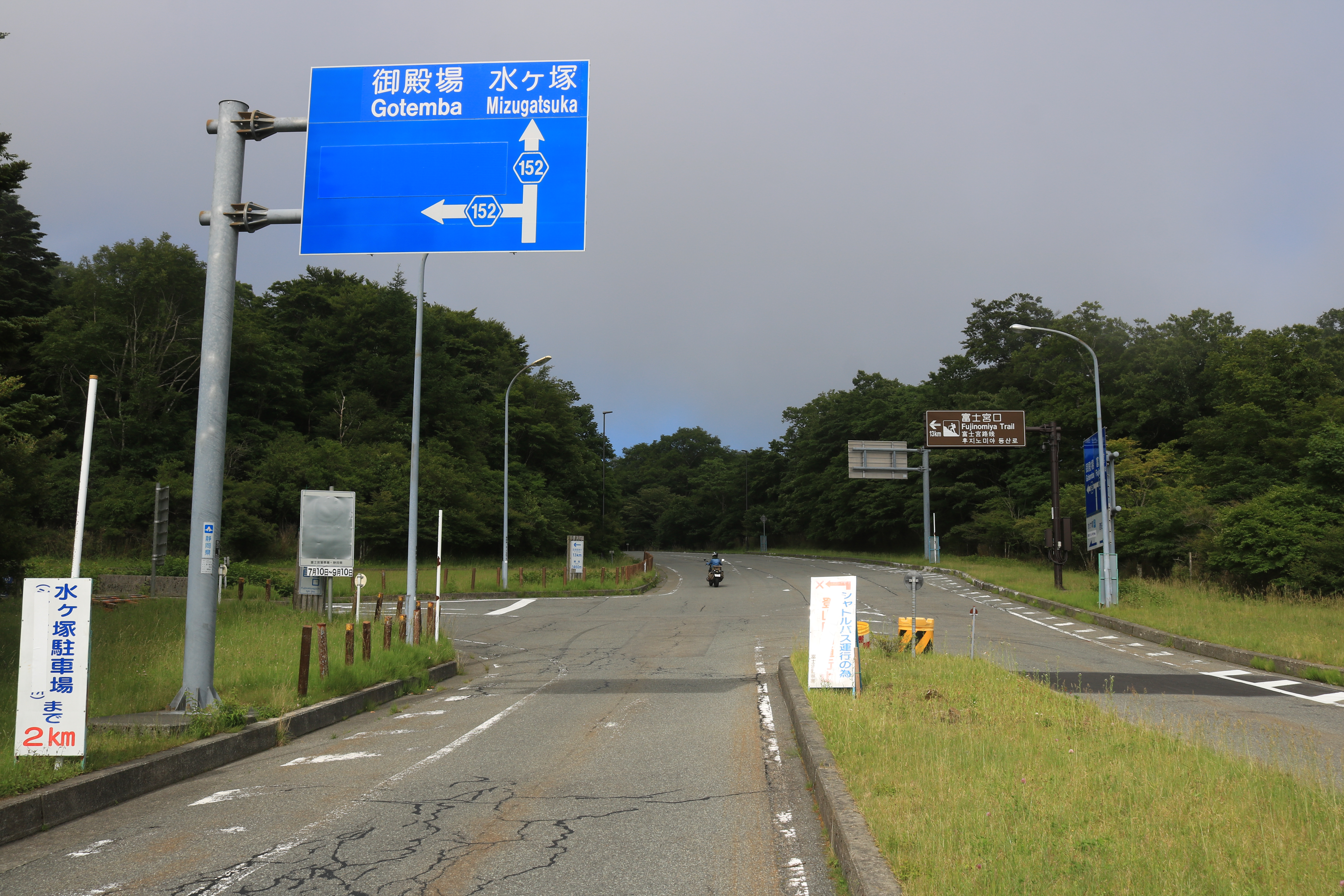
二合目で登山区間が分岐（富士市大渕）

富士山の南麓を走る山岳道路。全体の区間は、静岡県富士宮市山宮 - 同市粟倉 - 御殿場市中畑を結ぶ延長計34.5キロメートル (km) の道路である。全線が県道の路線に指定されており、以下の3路線からなっている。
- 静岡県道23号御殿場富士公園線
- 静岡県道152号富士公園太郎坊線
- 静岡県道180号富士宮富士公園線

大きく2つの区間に分けることができ、御殿場市と富士宮市を東西方向に結ぶ区間を「周遊区間」と呼び、富士山二合目から五合目（新五合目）に至る区間を「登山区間」と呼ぶ。表富士周遊道路の五合目は標高が約2380 mで、自家用車で行ける日本最高地点である。新五合目には、駐車場と休憩所がある。
- 周遊区間
  - 御殿場区間：御殿場市中畑 - 富士市大渕（富士山二合目）：12.0 km
  - 富士宮区間：富士宮市山宮 - 富士市大渕（富士山二合目）：9.5 km
- 登山区間：富士山五合目 - 富士市大渕（富士山二合目）：13.0 km

## 周遊区間
周遊区間は、富士山の南側の山裾を東西に走る区間で、富士宮市山宮と御殿場市中畑とを結ぶ延長およそ21.5 kmの道路である。国道469号の迂回路としての側面も担う。路線の大部分が森林地帯の中を通過し眺望は利かないが、交通量は少なく急カーブもほとんどないワインディングロードである。後述の登山区間とは異なり冬季でも閉鎖にはならないが、路面が凍結する場合がある。また、富士宮区間は転回が禁止されている。
沿線のほぼ中間地点にあたる南富士エバーグリーンラインとの丁字路付近に水ヶ塚公園があって、駐車場やレストラン、土産物売場、トイレを完備する「森の駅富士山」が休憩ポイントになっている。

## 登山区間

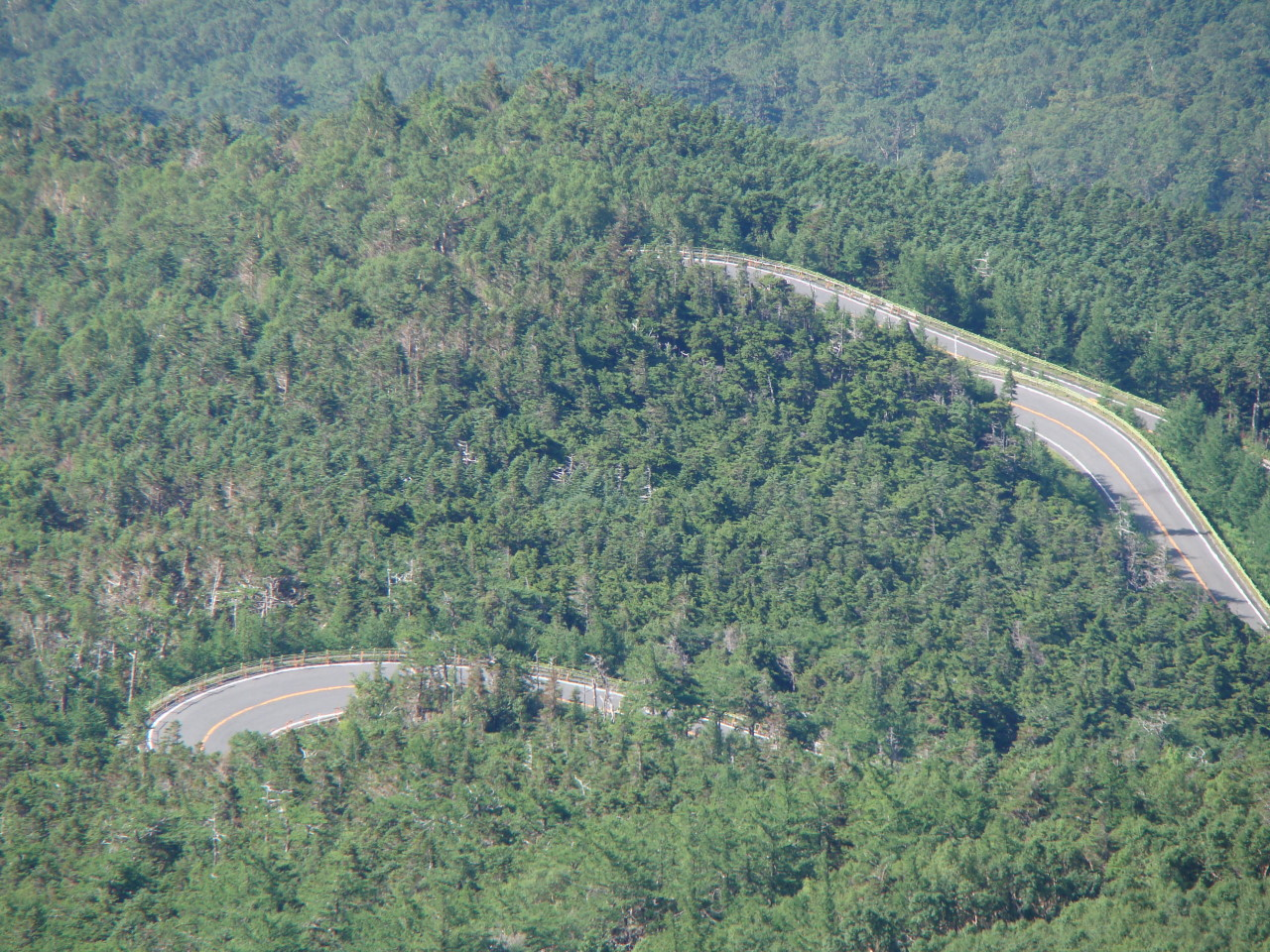
登山区間(2008年8月)

登山区間は、旧料金所の分岐でもある富士宮口二合目（標高1460 m）から富士宮口五合目（標高2380 m）を結ぶ延長およそ13 kmの自動車用山岳道路で、自転車も通行できる。自動車で富士山を登ることができる通行無料の道路であり、マイカーが通行できる期間（通行規制を参照）は多くのマイカーが往来する。全線2車線道路であるが、五合目に向かう登山道のため中盤辺りからヘアピン状のカーブが連続するつづら折れの道路となる。五合目には約550台分の無料駐車場や、トイレ・土産物売場・食堂などの施設、山麓とを結ぶ登山バス（富士急）のバス停があり、富士宮口登山道の起点となっている。自動車はここで折り返し、同じ道を下ることになる。
時折りシカが道路を横切ることがある。また、マイカー規制のない夏季の登山シーズン中は、五合目において駐車場待ちおよび渋滞が発生することもあり、多くの登山者で大変賑わう。

### 通行規制
登山区間には、以下のような通行規制がある。

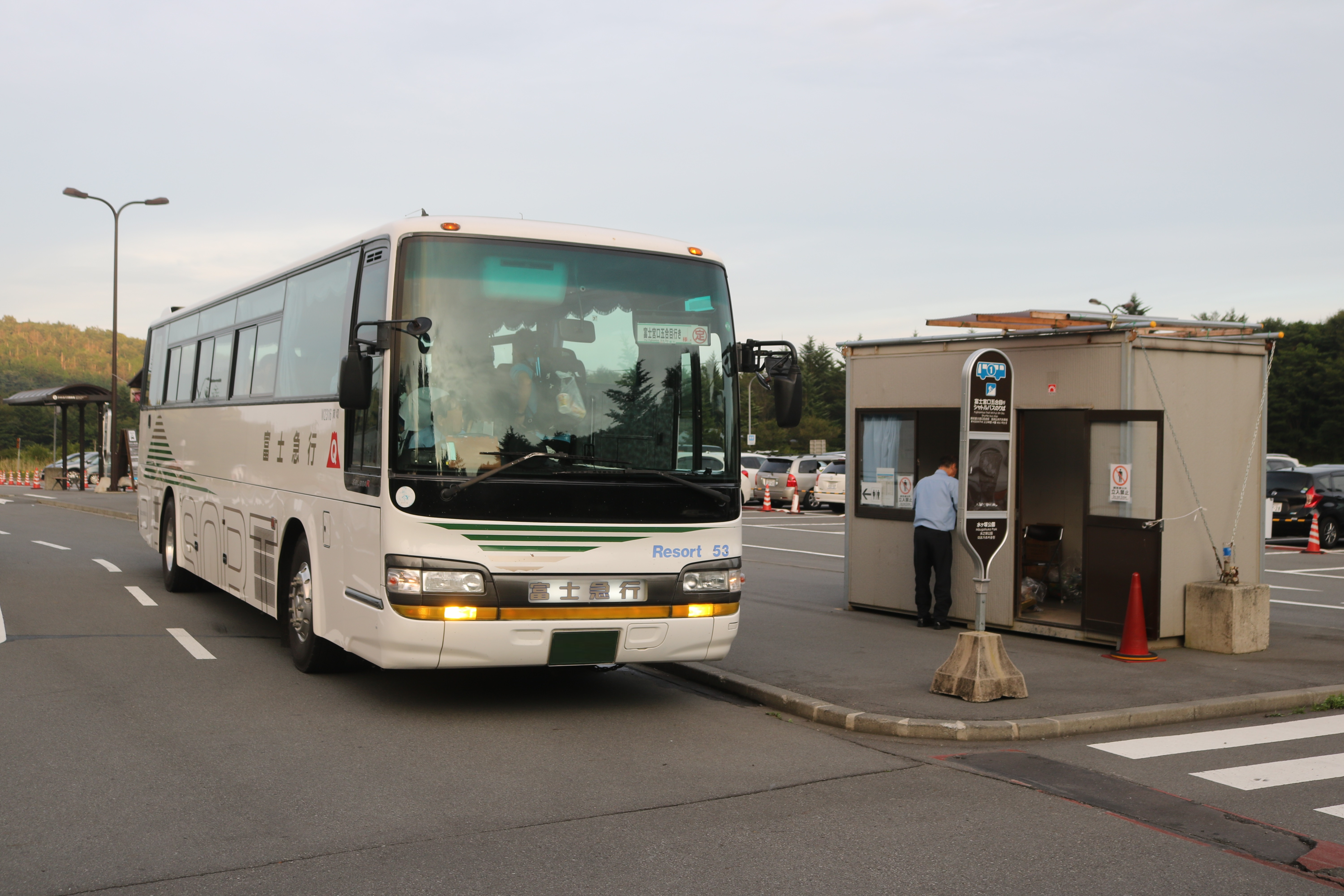
夏季マイカー規制期間中の水ヶ塚駐車場からのシャトルバス

- 冬季通行止め（閉鎖）：11月中旬 - 翌年4月中旬[6]
- 夏季マイカー規制：7月中旬 - 9月中旬の一定期間[8]

マイカー規制時には、御殿場区間にある水ヶ塚駐車場よりシャトルバスおよび登山タクシーが五合目まで運行される。

### 新五合目の意味

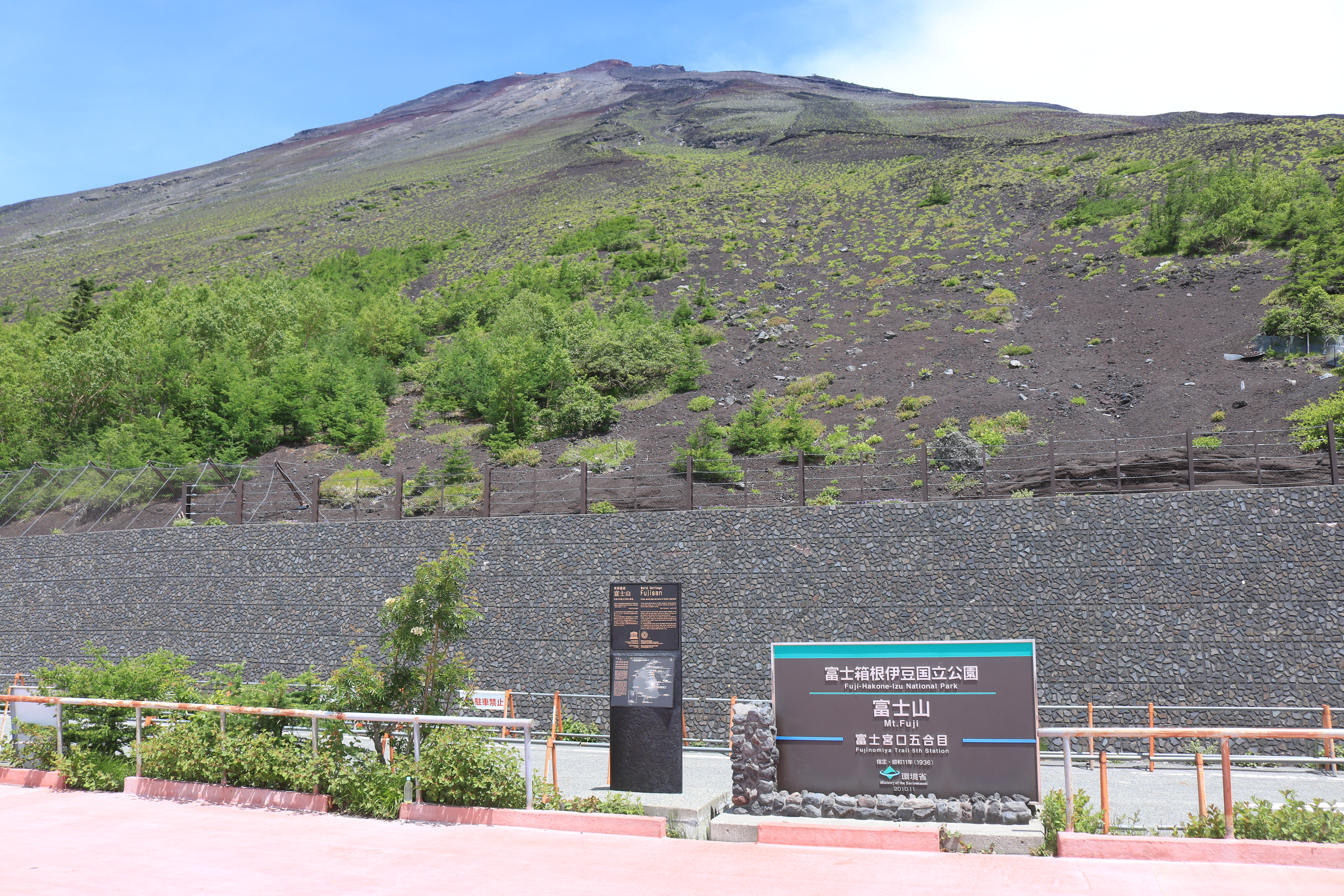
五合目（標高約2,400m）から望む富士山

現在の終点である五合目（新五合目）付近は、道路完成前は三合目（3.5合目）であった。しかし山梨県側に開通していた富士山有料道路（富士スバルライン）の終点が五合目を名乗っていたことから、競合上、新五合目と命名することとなった。また、標高がはっきりしていない時代から付けられていた合目の基準が曖昧であり、山梨県側の五合目と静岡県側の新五合目では、後者の標高の方が高かったことも理由のひとつである。その後、新五合目の「新」が取られ、五合目となった。

## 歴史
1970年（昭和45年）に裾野から中腹の新五合目にかけて、自動車で行ける登山道を建設した。この開通によって、それまで富士山は歩いて登山するしかなかったものが、自動車で新五合目の高地まで行けるようになり、登山者にとって更に身近な山へと変わった。
かつては有料道路であった。当該区間の交通の便の悪さを解消する目的および周辺地区の観光に寄与する目的で、県が道路整備特別措置法に基づく有料道路として整備を行い、富士宮区間は1969年（昭和44年）7月1日、それ以外の区間は1970年（昭和45年）7月1日に供用を開始。1984年（昭和59年）4月1日より静岡県道路公社が事業を引き継ぎ、1994年（平成6年）に無料開放となった。1987年（昭和62年）8月10日の道の日に、旧建設省と「道の日」実行委員会により制定された、「日本の道100選」の一つにも選定されている。

### 年表
- 1969年（昭和44年）7月1日 - 富士宮区間の供用開始。
- 1970年（昭和45年）7月1日 - 御殿場区間、登山区間の供用開始。
- 1987年（昭和62年）8月10日 - 日本の道100選に選定される[11]。

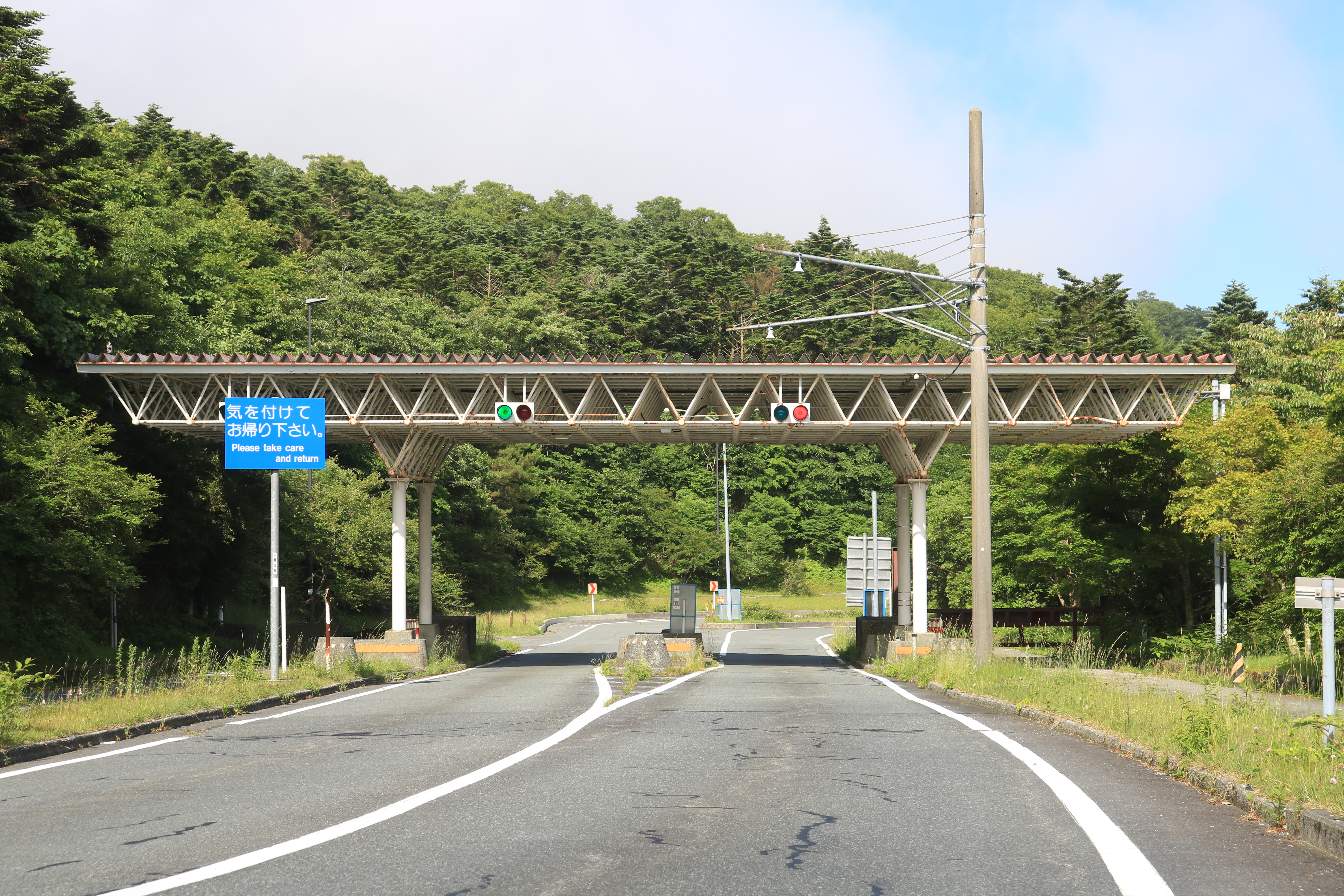
無料開放後の料金所跡のゲート（2018年7月）

- 1994年（平成6年）7月1日 - 無料開放。

## 地理
表富士周遊道路がある富士山（標高3776 m）は、東西35 km、南北45 kmに広がる大きな裾野をもつ日本を象徴する山であり、その南斜面の静岡県側の裾野から中腹の五合目（旧称・新五合目）にかけて道路がある。五合目は標高約2380 mの高地にあり、気象条件によっては雲の上となることがある。駿河湾を見下ろす眺望がすばらしく、海岸線沿って並ぶ富士市から静岡市の街並や、遠くは伊豆半島や太平洋を眺望するパノラマである。また、裾野に広がる原生林を見ることができる。新五合目から富士山山頂へは徒歩による本格的な登山で目指すことも可能で、所要時間はおおよそ5時間30分ほどかかる。ただし、富士登山のシーズンは毎年7月1日に山開きを行い、8月31日には閉山される。四季を通じて変化する大自然は、サクラの花見、新緑、登山、紅葉、雪景色と様々な風景を見ることができる。

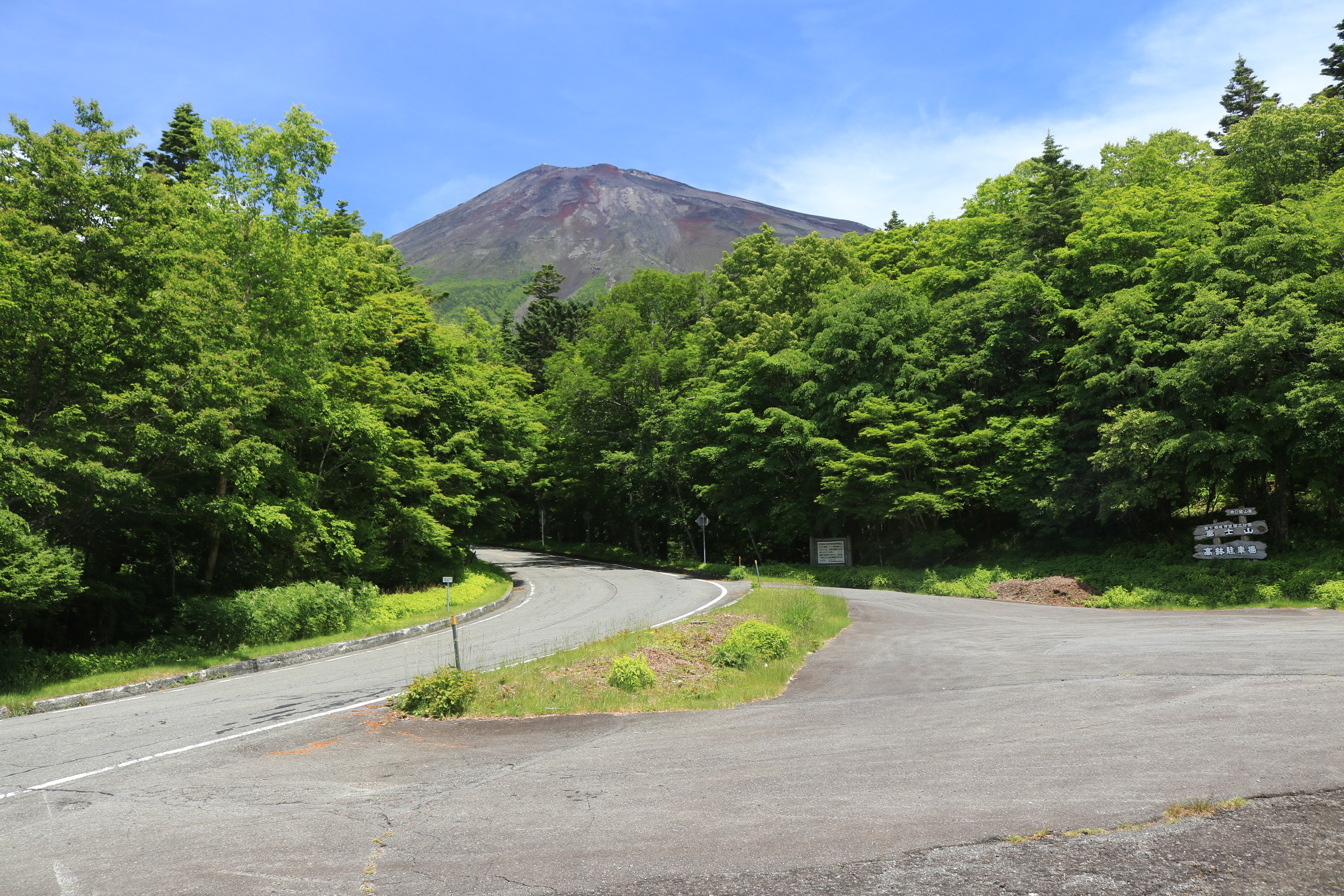
高鉢駐車場（富士宮市北山）

沿道には、グリーンキャンプ場、ふれあいの森、そして冬に賑わう雪の遊び広場、水ケ塚公園、高鉢駐車場などの施設がある。